# Citroën C-Zero

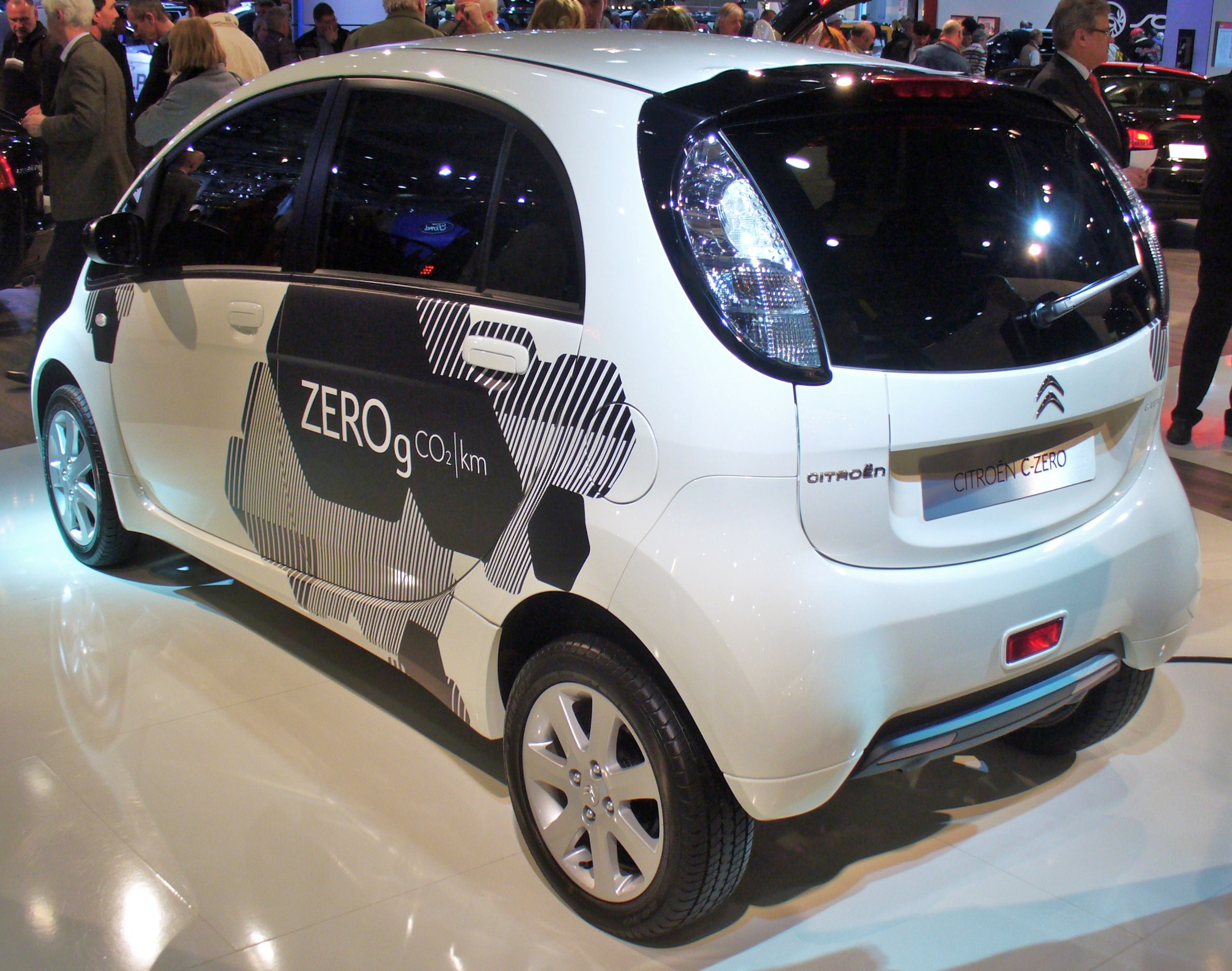
Citroën C-ZERO rear.

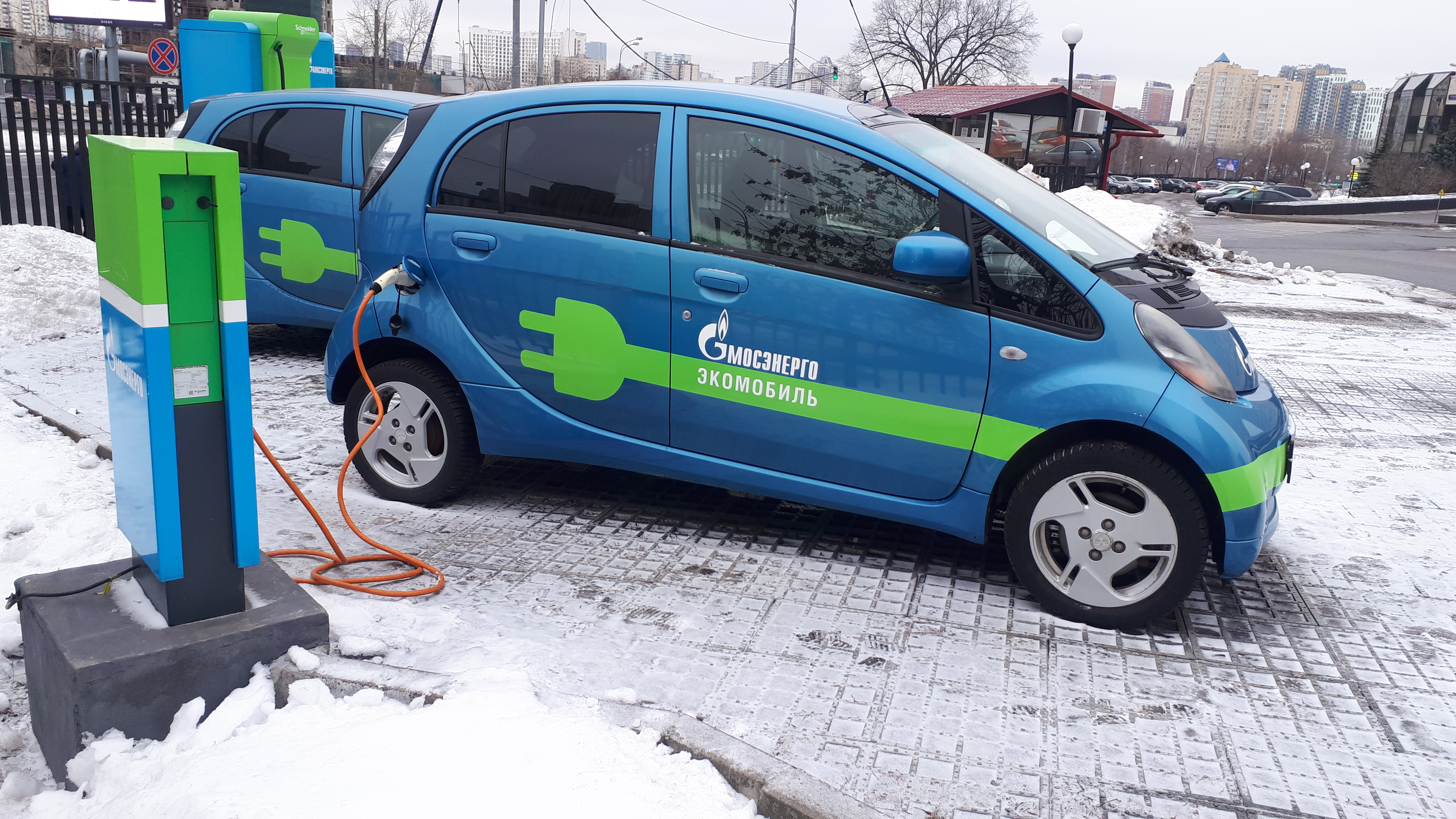
Mitsubishi i MiEV în operațiunea de încercare a Gazprom.

Citroën C-Zero este un mini-automobil electric dezvoltat de Citroën, Peugeot (Peugeot iOn) și Mitsubishi (Mitsubishi i-MiEV).